# ريم الكمالي
ريم الكمالي (ولدت في 1979 في دبي)، كاتبة روائية وصحافية إماراتية، مهتمة بالآثار واللغات القديمة.

## سيرتها الذاتية
اجتازت التعليم الثانوي في مدرسة الاتحاد بدبي، وحصلت على دبلوم في الدراسات الاجتماعية من كلية العين العلمية، وعلى بكالوريوس في التاريخ من الجامعة اللبنانية في بيروت، وعملت منفذة صفحات في صحف رسمية إماراتية في الأعوام 1996 إلى 2000، ومحررة لملاحق سياسية وثقافية في الأعوام 2001-2008، وتعمل منذ عام 2008 في صحيفة البيان الإماراتية، حيث عملت مصممة في ملحقها الثفاقي «مسارات»، وتشغل منذ العام 2015 موقع أمينة مكتبتها. وهي متزوجة وأم لطفلين.

## عضوياتها
- عضوة في جمعية الصحفيين في دولة الإمارات العربية المتحدة.
- عضوة في اتحاد كتاب وأدباء الإمارات.
- عضوة في هيئة جائزة العويس للإبداع بندوة الثقافة والعلوم بدبي.
- عضوة في جمعية التاريخ والآثار لدول الخليج العربي.[3]

## كتاباتها
لديها ثلاث روايات هي:
- سلطنة هرمز، 2013، دار كتاب، الإمارات. (ردمك 9789948201571)
- تمثال دلما، 2018، دار موتيفيت للنشر،[4] الإمارات / طبعة ثانية في 2020 عن دار روايات، الإمارات، (ردمك 9781860634697)[5]
- يوميات روز، 2021، دار الآداب، بيروت. (ردمك 9789953897141).[6][7]

## جوائز
- 2015، جائزة العويس للإبداع، عن رواية «سلطنة هرمز».[8]
- 2018، جائزة معرض الشارقة الدولي للكتاب 2018 لأفضل كتاب إماراتي، عن رواية «تمثال دلما».[9][10]
- في عام 2022 رشحت روايتها «يوميات روز» في القائمة القصيرة للجائزة العالمية للرواية العربية «البوكر» لعام 2022[11]، والقائمة الطويلة لجائزة الشيخ زايد للكتاب لعام.[12]

## روابط خارجية
لقاء ريم الكمالي ضمن برنامج روافد على تلفزيون العربية.